# Saint-Vincent-d'Olargues
Saint-Vincent-d'Olargues è un comune francese di 337 abitanti situato nel dipartimento dell'Hérault nella regione dell'Occitania.

## Società

### Evoluzione demografica
Abitanti censiti